# Barr Cola
Barr Cola è una cola molto popolare nel Regno Unito ed è prodotta dalla noce di cola. L'azienda produttrice è la A.G. Barr plc, la quale è anche produttrice dell'Irn-Bru.